# Lista de prefeitos de Monte Alegre do Sul
Esta é a lista de prefeitos e vice-prefeitos do município de Monte Alegre do Sul, estado brasileiro de São Paulo.
Compreende todas as pessoas que tomaram posse definitiva da chefia do executivo municipal em Monte Alegre do Sul e exerceram o cargo como prefeitos titulares, além de prefeitos eleitos cuja posse foi em algum momento prevista pela legislação vigente. Prefeitos em exercício que substituíram temporariamente o titular não são considerados para a numeração mas estão citados em notas, quando aplicável.
Devido ao Golpe de 1964, houve dois prefeitos nomeado pelo governo do estado de São Paulo, e filiados no partido do regime, a Aliança Renovadora Nacional.
| Nº | Nome                               | Partido | Vice-prefeito                                                           | Início do mandato     | Fim do mandato         | Observações                                           |
| 1  | Renato Fioravante Beneduzzi        | UDN     | —                                                                       | 4 de abril de 1949    | 3 de abril de 1953     | Prefeito eleito em sufrágio universal                 |
| 2  | José Amaral                        | PSP     |                                                                         | 4 de abril de 1953    | 3 de abril de 1957     | Prefeito eleito em sufrágio universal                 |
| 3  | Nereu Beneduzzi                    | UDN     |                                                                         | 4 de abril de 1957    | 14 de abril de 1961    | Prefeito eleito em sufrágio universal                 |
| 4  | José Arruda Fornari                | PDC     |                                                                         | 15 de abril de 1961   | 7 de abril de 1965     | Prefeito eleito em sufrágio universal                 |
| 5  | Claudio Tedeschi                   | ARENA   | —                                                                       | 8 de abril de 1965    | 6 de julho de 1975     | Prefeito nomeado                                      |
| 6  | Nereu Beneduzzi                    | ARENA   | —                                                                       | 7 de julho de 1975    | 25 de maio de 1979     | Prefeito nomeado                                      |
| 7  | José Augusto Povia                 | ARENA   |                                                                         | 26 de maio de 1979    | 31 de janeiro de 1983  | Prefeito eleito em sufrágio universal                 |
| 8  | José Batista Gonçalves             | PMDB    |                                                                         | 31 de janeiro de 1983 | 31 de dezembro de 1988 | Prefeito eleito em sufrágio universal                 |
| 9  | Vanderlei José Brolesi             | PMDB    |                                                                         | 1º de janeiro de 1989 | 31 de dezembro de 1992 | Prefeito eleito em sufrágio universal                 |
| 10 | José Eneas Conti                   | PMDB    |                                                                         | 1º de janeiro de 1993 | 31 de dezembro de 1996 | Prefeito eleito em sufrágio universal                 |
| 11 | Vanderlei José Brolesi             | PMDB    |                                                                         | 1º de janeiro de 1997 | 31 de dezembro de 2000 | Prefeito eleito em sufrágio universal                 |
| 12 | José Enéas Conti                   | PTB     |                                                                         | 1º de janeiro de 2001 | 31 de dezembro de 2004 | Prefeito eleito por sufrágio universal                |
| 13 | Vanderlei José Brolesi             | PMDB    | Almir Robbi (PSDB)                                                      | 1º de janeiro de 2005 | 31 de dezembro de 2008 | Prefeito e vice eleitos em sufrágio universal         |
| 14 | Carlos Alberto Aparecido de Aguiar | PV      | Geraldo Antonio Mozer (PV)                                              | 1º de janeiro de 2009 | 31 de dezembro de 2012 | Prefeito e vice eleitos em sufrágio universal         |
| 14 | Carlos Alberto Aparecido de Aguiar | PCdoB   | Sílvio Aparecido Fanti (PTB)                                            | 1º de janeiro de 2013 | 31 de dezembro de 2016 | Prefeito reeleito e vice eleito em sufrágio universal |
| 15 | Edson Rodrigo de Oliveira Cunha    | DEM     | Maria Elida Aparecida de Godói Panegassi (DEM) Até 2019, (PP) após 2019 | 1º de janeiro de 2017 | 31 de dezembro de 2020 | Prefeito e vice eleitos em sufrágio universal         |
| 15 | Edson Rodrigo de Oliveira Cunha    | DEM     | Maria Elida Aparecida de Godói Panegassi (DEM) Até 2019, (PP) após 2019 | 1° de janeiro de 2021 | 31 de dezembro de 2024 | Prefeito e vice reeleitos em sufrágio universal       |
| 16 | José Rafael Vezzan                 | REP     | Maria da Glória Valente Teixeira de Aguiar (PP)                         | 1° de janeiro de 2025 | Atualidade             | Prefeito e vice eleitos em sufrágio universal         |